# Župnija Mavčiče
Župnija Mavčiče je rimskokatoliška teritorialna župnija Dekanije Kranj Nadškofije Ljubljana.